# 南迪瓦拉姆-古杜万切里
南迪瓦拉姆-古杜万切里（Nandivaram-Guduvancheri），是印度泰米尔纳德邦Kancheepuram县的一个城镇。总人口27386（2001年）。

## 人口
该地2001年总人口27386人，其中男性13856人，女性13530人；0—6岁人口2784人，其中男1392人，女1392人；识字率79.43%，其中男性为84.96%，女性为73.77%。